# Каритас България
„Каритас България“ е нестопанска организация в България, сдружение в обществена полза, осъществяващо социална дейност в подкрепа на уязвими групи хора от обществото. Създадена е през 1993 г. от Епископската конференция на Католическата църква в България.
Основните цели на „Каритас България“ са координиране и контролиране на дейността на регионалните организации, представляване на „Каритас“ пред българската държава и поддържане на връзки с партньорите от чужбина.
Организацията е член на „Каритас Интернационалис“.

## История
След политическите промени в България през 1989 г., към България започват да се насочват много камиони с хуманитарни помощи от Холандия, Австрия, Германия. Сестрите от ордена на Евхаристинките в София и по-специално сестра Агнеса Славова е в контакт с различните представители на католическата благотворителна организация Каритас в съответните страни. В България сестрите организират раздаването и разпределянето на даренията из цялата страна. Постепенно дейността на сестрите се поема от други групи от софийската енория „Успение Богородично“.
През 1991 г. в Пловдив е създадена първата епархийна организанция на „Каритас“ с цел разширяване на социалната дейност на църквата. Първите дейности включват раздаване на хляб за социално слаби хора и доставка на лекарства и медикаменти за пловдивски болници.
Епископ Самуил Джундрин от русенската епархия използва своите контакти във Франция за изграждане на благотворителна организация в епархията си, която става факт през юни 1992 г. Особено ценна е помощта на новодошлите отци пасионисти. С медикаменти са подпомогнати Бърза помощ и Транспортна болница в града.
„Каритас Европа“ разбира необходимостта от помощ в изграждане на структурите на благодарителната организация в България и за това след проведени срещи в началото на 90-те години е решено: „Каритас Австрия“ да помага за изграждане на структурата в София, „Каритас Франция“ – в Пловдив и „Каритас Швейцария“ – в Русе.
На 1 юли 1993 г. Епископската конференция взема решение за учредяване на благотворителната организация „Каритас България“ и на 8 същия месец се провежда учредителна конференция на Национална католическа федерация. На конференцията са представени 60 делегата от епархиите. На конференцията е приет уставът на федерацията. За председател е избран тогавашният председател на организацията в Русе – Надка Гиргинчева. Присъства и aрхиепископ Марио Рици – първият нунций в България след 1989 г.
Поради включване на думата „католическа“ в наименованието на организацията, федерацията не успява да се регистрира дълго време, а това забавя и приемането и в „Каритас Интернационалис“. Двете събития стават през месец май 1995 г. – на 8 федерацията е приета като член на голямото семейство на „Каритас Интернационалис“, а на 9 – „Каритас България“ е регистрирана в съда.
През пролетта на 1996 г. избухва „зърнената криза“ в България. Оказва се, че е изнесено повече от допустимото зърно, хлябът започва да не достига и се стига до хуманитарна катастрофа през зимата на 1996/1997 г. Това е първото изпитание на федерацията на национално ниво. Федерацията апелира за помощи от чужбина. Над 750 души доброволци успешно обединяват усилията си за разпределение на получената помощ в цялата страна.
През следващите години започват да се обособяват грижите на организацията към отдени социални групи. Помага се на бежанците от Косово. Създаден е подвижен кабинет за работа с наркозависими хора. По време на наводненията през 2005 г. организацията подпомага пострадалите.
С приемане на България в Европейския съюз чуждестранните организации „Каритас“ – основните източници за финансиране на българската организация до този момент, започват да се оттеглят. Първите години след това са доста трудни и трите епархийни организации започват да търсят други източници за финансиране на благотворителността.
В неделята след 13 ноември се отбелязва денят на бедните. На тази дата организацията „Каритас“ чества своя празник чрез редица инициативи да мотивира дарителството.

## Структура
Организацията е федерация на три независими епархийни католически организации. В мрежата на федерацията в страната работят 68 служители и 264 доброволни сътрудници.

### Каритас София
„Каритас София“ е благотворителна организация на Католическата апостолическа екзархия в България, създадена на 31 август 1993 г. да извършва милосърдни дела от нейно име. Клонът на „Каритас София“ - Young Caritas - се фокусира върху насърчаването на устойчив начин на живот в България чрез доброволчество . Според Вихрен Митев, координатор на проекти на „Young Caritas София“, младите хора свързват България със света чрез международно сътрудничество и същевременно развиват доброволчество и лидерство .

### Каритас Витания
Благотворителна католическа организация „Каритас Витания“е създадена през 2011 г. от Софийско-Пловдивската епархия за осъществяване на общественополезна дейности. Организацията наследява дейността на „Каритас Пловдив“, създадена през 1991 г. и обявена в несъстоятелност от 1 януари 2009 г.

### Каритас Русе
Католическа организация „Каритас Русе“ е създадена през 1992 г. като благотворителна организация на Католическата църква в България с територия на дейност Никополската епархия.

## Дейност
Основните направление, върху които „Каритас“ концентрира своята дейност, са:
- Социални, здравни и образователни грижи и услуги в подкрепа на различни социални групи (болни възрастни хора; деца и младежи в риск; деца и младежи с увреждания; хора, зависими от психоактивни вещества; жени в неравностойно положение; бездомни хора и др.).
- Отговор в бедствени ситуации – В случаи на големи природни бедствия в страната оказва подкрепа на тежко пострадалите хора за връщане към нормалния ритъм на живот.
- Застъпнически действия – Стъпвайки върху практическия си опит, на базата на изслушване и обследване на проблемите на крайно нуждаещите се, осъществява редица застъпнически действия пред властите.

## Президенти
- Надка Гиргинчева (1993 – 1997)
- д-р Христо Каламов (1997 – 2002)
- епископ Петко Христов (2002 – 2020)
- епископ Румен Станев (2020 –)

## Награди
- „Шофар“ за 2013 г. от организация Шалом за грижата към нуждаещите се без оглед на религия и националност, с което се допринася за етническа толерантност в България.[4]

## Критика
Организацията е критикувана в социалните мрежи и в някои вестници, че в нея работят роднини на висшето католическо духовенство. Освен конкретни роднински връзки, което не е забранено от закона, в тези публикации не се дават конкретни факти за финансови нарушения или други злоупотреби.